# 李河民
李河民（1922年—2016年），原名蔡川燕，臺灣高雄人，中國病毒學家。

## 生平

### 1922年-1946年
李河民，原名蔡川燕，1922年出生於臺灣日治時期岡山街尾崙，因為父親藍土生是入贅蔡家，故第二個兒子從母姓。16歲時，父親將他送到屏東讀農校，畢業後他在1940年到了東京，後來以自學的方式，在1941年考上東京醫學專門學校（現在的東京醫科大學）。
大約在1942年，李河民與大哥藍明谷、劉世英、王荊樹、張順安等人，集合一些在東京的台灣青年，成立反抗日本帝國主義的「興漢會」。
1944年9月，因為戰爭而提前半年畢業的蔡川燕到了北京，到日本駐北京醫療機構「華北防疫處」工作。
1945年8月15日，日軍投降，二次大戰結束，蔡川燕也因而失業。1946年6月初，蔡川燕為取得醫生資格，進入北京的協和醫院第一衛生事務所學習。一位他東京醫專的學弟也在事務所，經過觀察互動，身為共產黨地下黨員的學弟向他表明身份，蔡川燕在與藍明谷討論後，於6月底與志同道合的臺灣同學，變裝成平民，由北京搭火車到中共控制的「解放區」工作。

### 1946年-2016年
1946年6月，蔡川燕與朋友在共產黨地下黨的安排下，進入共產黨控制的張家口。為了掩飾身分及保護在台灣的家人，蔡川燕自此改名「李河民」，他被分到衞生部，到「白求恩醫大附屬醫院」擔任軍醫；1948年4月，在一家農場的舊房舍成立了「華北防疫處」，生產牛痘疫苗、破傷風類毒素和抗毒素。1949年二月，中共攻陷北平，李河民第一批進城，接管中央防疫處，到各地調查及控制疫情。1950年，他擔任中央衛生部防疫總隊大隊長。
　
1951年，李河民成為中華人民共和國第一批到蘇聯深造的留學生，他在蘇聯留學4年，獲得醫學副博士的學位。1955年回國，李河民在中國藥品生物製品檢定所（中檢所）工作，歷任中檢所病毒室副主任、主任、副所長、所長、名譽所長。李河民還擔任過北京市政協常委、全國臺灣聯誼會副會長兼北京市臺灣聯合會會長和名譽會長。
李河民在中國文化大革命時期，由於台灣人的身份，被下放勞改，大女兒在李河民勞改時期因病殘廢。在文革結束後，李河民仍無怨無悔的投入中國醫療的研究，1983年世界衛生組織西太辦事處主任到中國考察時，肯定李河民在肝炎研究上的成就，中國政府亦確認他所領導的檢定所肝炎研究室為「國家肝炎研究中心」。李河民在1945至2002年間，共發表論文和研究報告130多篇（1994年以後發表共100篇），內容涵蓋衛生防疫、疾病預防控制、病毒病原學和免疫學研究、生物製品研製和品質控制、生物製品標準化等領域。
李河民於2016年9月29日凌晨病逝，享年94歲。

## 1949年後與臺灣的聯繫
李河民的大哥藍明谷因基隆市工作委員會案於1951年被判處死刑槍斃後，藍家的人認為，一直沒有與家中聯絡留在中國大陸的蔡川燕也是凶多吉少，故替蔡川燕申報死亡。直到台灣解嚴後不久，因為李河民到中國中央人民廣播電臺對在台灣的親人喊話，藍家人才從偷聽的人口中得知，蔡川燕還好好的活著。得知蔡川燕還在人世後，藍家移民美國的航太專家藍川滔，透過到北京講學的同事，以「來自台灣的蔡川燕，在東京醫科大學上學」的資訊請官方協尋，才終於聯絡到己改名的李河民。
後來，在中國衛生部的安排下，李河民曾趁赴美交流期間見到已是美國航太專家的弟弟藍川滔。在臺灣解嚴後，李河民曾數度回臺，拜訪藍張阿冬及為藍明谷書寫訪查的藍博洲等統派朋友。李河民日語及華語都很流利，但已忘記如何說臺語。